# 桑迪亞村 (新墨西哥州)
桑迪亞村（英語：Pueblo of Sandia Village）是位於美國新墨西哥州桑多瓦爾縣的普查規定居民點。

## 人口
根據2020年美國人口普查的數據，桑迪亞村的面積為2.94平方千米，皆為陸地。當地共有人口421人，而人口密度為每平方千米143.2人。